# Materia blanda
La materia blanda o física de la materia condensada blanda es una subrama de la física de la materia condensada que comprende una variedad de sistemas físicos deformados o estructuralmente alterados por estrés térmico o mecánico de la magnitud de fluctuaciones térmicas. Esto incluye líquidos, coloides, polímeros, espumas, geles, materia granular, cristales líquidos y diversos biomateriales. Estos materiales comparten una importante característica común en que los comportamientos físicos predominantes ocurren a una escala de energía comparable con la energía térmica a temperatura ambiente. A estas temperaturas, los aspectos cuánticos son generalmente despreciables. Pierre-Gilles de Gennes, considerado el padre de la materia blanda, recibió el Premio Nobel de física en 1991 por descubrir que los métodos desarrollados para estudiar fenómenos de orden en sistemas simples se pueden generalizar a casos más complejos encontrados en materia blanda, en particular, a los comportamientos de cristales líquidos y polímeros.

## Propiedades distintivas
En la materia blanda surgen comportamientos interesantes que no pueden predecirse, o es difícil hacerlo, solo a partir de sus constituyentes atómicos o moleculares. Los materiales clasificados como materia blanda presentan esta propiedad debido a una propensión común a autoorganizarse en estructuras físicas mesoscópicas. Como comparación, en física de la materia condensada dura suele ser posible predecir el comportamiento general de un material debido a que las moléculas están organizadas en una red cristalina sin cambios en el patrón en ninguna escala mesoscópica.
Una característica que define la materia blanda es la escala mesoscópica de las estructuras físicas. Las estructuras son mucho mayores que la escala microscópica (entendida como la disposición de átomos y moléculas), y sin embargo mucho menor que la escala macroscópica del material. Las propiedades e interacciones de estas estructuras mesoscópicas pueden determinar el comportamiento macroscópico del material. Por ejemplo, los vórtices turbulentos que ocurren naturalmente en un líquido que fluye son mucho menores que la cantidad de líquido y aun así mucho mayores que sus moléculas individuales, y la formación de estos vórtices controla el comportamiento de flujo total del material. También las burbujas que conforman una espuma son mesoscópicas ya que individualmente consisten en un gran número de moléculas, y sin embargo la propia espuma está formada por un gran número de estas burbujas, y la rigidez mecánica total de la espuma emerge de las interacciones combinadas de las burbujas.
Una segunda característica común de la materia blanda es la importancia de las fluctuaciones térmicas. Las energías de enlace típicas en la materia blanda son de escala similar a las energías térmicas. Así, las estructuras están constantemente afectadas por las fluctuaciones térmicas, experimentando movimiento browniano.
Finalmente, una tercera característica distintiva de la materia blanda es la autoorganización. El complejo comportamiento característico y las estructuras jerárquicas surgen espontáneamente según evoluciona el sistema hacia el equilibrio.

## Aplicaciones
Los materiales blandos son importantes en una amplia variedad de aplicaciones tecnológicas. Pueden aparecer como materiales estructurales y de empaquetado, espumas y adhesivos, detergentes y cosméticos, pinturas, aditivos alimentarios, lubricantes y aditivos de combustible o goma de neumáticos, entre otros muchos. Además, una cantidad importante de biomateriales (sangre, músculo, leche, yogur, gelatina) se pueden clasificar como materia blanda. Los cristales líquidos, otra categoría de materia blanda, presentan una responsividad a campos eléctricos que los hace muy importantes como materiales en pantallas (LCD). A pesar de las diversas formas de estos materiales, muchas de sus propiedades tienen orígenes físico-químicos comunes, como un gran número de grados de libertad internos, interacciones débiles entre elementos estructurales y un delicado balance entre contribuciones entrópica y entálpica a la energía libre. Estas propiedades llevan a grandes fluctuaciones térmicas, una amplia variedad de formas, sensibilidad de las estructuras en equilibrio a condiciones externas, baja dureza macroscópica y estados metaestables. Los cristales líquidos activos son otro ejemplo de materiales blandos, donde los elementos constituyentes en los cristales líquidos se pueden autoimpulsar. Materiales blandos como los polímeros y los lípidos han encontrado también aplicaciones en nanotecnología.

## Investigación
El descubrimiento de que la materia blanda contiene incontables ejemplos de ruptura de simetría, elasticidad generalizada y muchos grados de libertad fluctuantes ha revitalizado campos clásicos de la física como la mecánica de fluidos (generalizada a fluidos no newtonianos y medios estructurados) y la elasticidad (las membranas, filamentos y redes anisotrópicas son importantes y presentan aspectos comunes).
Una parte importante de la materia condensada blanda es la biofísica. La biofísica de la materia condensada blanda puede divergir en dos direcciones diferentes: una aproximación desde la física química y otra desde los sistemas complejos.